# عبيد بن غاضرة العنبري
أبو المنجاب عبيد بن غاضرة بن سمرة بن عمرو العنبري التميمي (15 هـ - 80 هـ / 637 م - 700 م) أحد سادات العرب وفرسانهم، من بيت شرفٍ وسياده ولأبيه غاضرة صُحَبة ، وجده سمرة بن عمرو الذي ولاه خالد بن الوليد أميراً على اليمامة بعد مقتل مسيلمة الكذاب في عام 11 هـ ولجده صحبة أيضاً ، وكان عبيد سيداً شريفاً في قومه وله شعر قليل، وقد تحاكم إليه جرير والفرزدق ففضل الفرزدق.

## نسبه ونشأته
هو عُبَيد بن غاضرة بن سمرة بن عمرو بن قرط بن عبد مناف بن جناب بن الحارث بن جهمة بن عُدَي بن جندب بن العنبر بن عمرو بن تميم بن مر العنبري التميمي يُكَنى بأبي المنجاب.
ولد عام 15 هـ تقريباً في بادية قومه بني العنبر بن عمرو بن تميم قُرَب حفر بني العنبر وكان يسكن البادية، ونشا في أُسرةٍ شريفة ذات سياده ورئاسة. قال ابن سلام الجمحي: «كانَ عُثْمَان بن عَفَّان رَضِي الله عَنهُ اسْتعْمل سَمُرَة بن عَمْرو بن قرط الْعَنْبَري وفِي وَلَده وأسرته شرف إِلَى الْيَوْم يُقَال لَهُم بَنو السَّمُرَات فَاسْتَعْملهُ على هوامي عَمْرو ابْن تَمِيم وفلج وَمَا يَليهَا فَكَانَ لَا يخبر بضالة فِي قوم إِلَّا أَخذهَا.».
وفي قومه بني عُدَي بن جندب بن العنبر بن عمرو بن تميم كثرة وشِدة، قال أبو اليقظان: «كان يقال فِي بني عدي بْن جُندب من بني العنبر: بنو عدي عدد ركام، وحظ لا ينام، ليسارهم وكثرتهم».

## أخباره وشعره
قال أبو عبيدة جاور رجل من بني كلب بن وبرة عبيد بن غاضرة العنبري في فلج، فأغار عليه أبو خشرم جميل السُّلمي وعبيد غائب، فأخذ أبو خشرم إبل الكلبي، فلما رجع عبيد إلى قومه وعلم بالأمر، أغار على منازل أبو خشرم السلمي، وقرنه على بعير، ورد جميع الإبل على جاره الكلبي، وقال في ذلك:
ومن شعره أيضاً قوله: